# Чайне дерево
Ча́йне де́рево, або мелалеука (Melaleuca), — рід тропічних дерев та чагарників з родини миртових. Цей рід близький до іншого роду миртових — евкаліпта.
Найпоширеніший вид — Melaleuca alternifolia, інші види — Melaleuca viridiflora та Melaleuca leucadendra. З них отримують ефірну олію. Види Melaleuca armillaris і Melaleuca howeana терапевтичного значення не мають.

## Ботанічний опис
Мелалеука — вічнозелені невисокі дерева й чагарники з м'якою світлою корою і подовженими білими або жовтуватими пухнастими квітами й сухими, схожими на евкаліптові, листками, які майже не дають тіні. Листки багаті на запашну ефірну олію (запах дещо схожий на запах камфори). 
Формула квітки: :{\displaystyle \ast K_{5}\;C_{5}\;A_{\infty }\;G_{({\underline {3}})}}

## Назва
Побутові назви багатьох австралійських рослин неточні й часто вводять в оману. Так, більша частина видів Melaleuca відома під назвою «паперова кора» (англ. paperbark), а менша частина — як «медові мирти» ( honey myrtles). Назва олія чайного дерева (tea tree oil) також вводить в оману, оскільки до чаю воно стосунку не має.

## Види
- Melaleuca alternifolia
- Melaleuca armillaris
- Melaleuca bracteata
- Melaleuca cajuputi
- Melaleuca cv. Claret Tops
- Melaleuca dealbata
- Melaleuca ericifolia
- Melaleuca erubescens
- Melaleuca leucadendra
- Melaleuca linariifolia
- Melaleuca parviflora
- Melaleuca quinquenervia
- Melaleuca styphelioides
- Melaleuca viminalis
- Melaleuca viridiflora

## Використання

### В аборигенів
Корінні австралійці використовували кілька видів цієї рослини для виготовлення плотів, як покрівлю для укриття, пов'язок та приготування їжі.

### У медицині та косметології
Ефірну олію Melaleuca alternifolia використовують у фармації як антисептик, протигрибковий, відхаркувальний засіб і при ароматерапії. Також практикують застосування олії чайного дерева у складі продуктів для гігієни порожнини рота.

### У садівництві
Чайні дерева — популярні садові рослини, як в Австралії, так і в інших тропічних районах по всьому світу.

## Види
За інформацією бази даних  The Plant List , рід включає 265 видів.

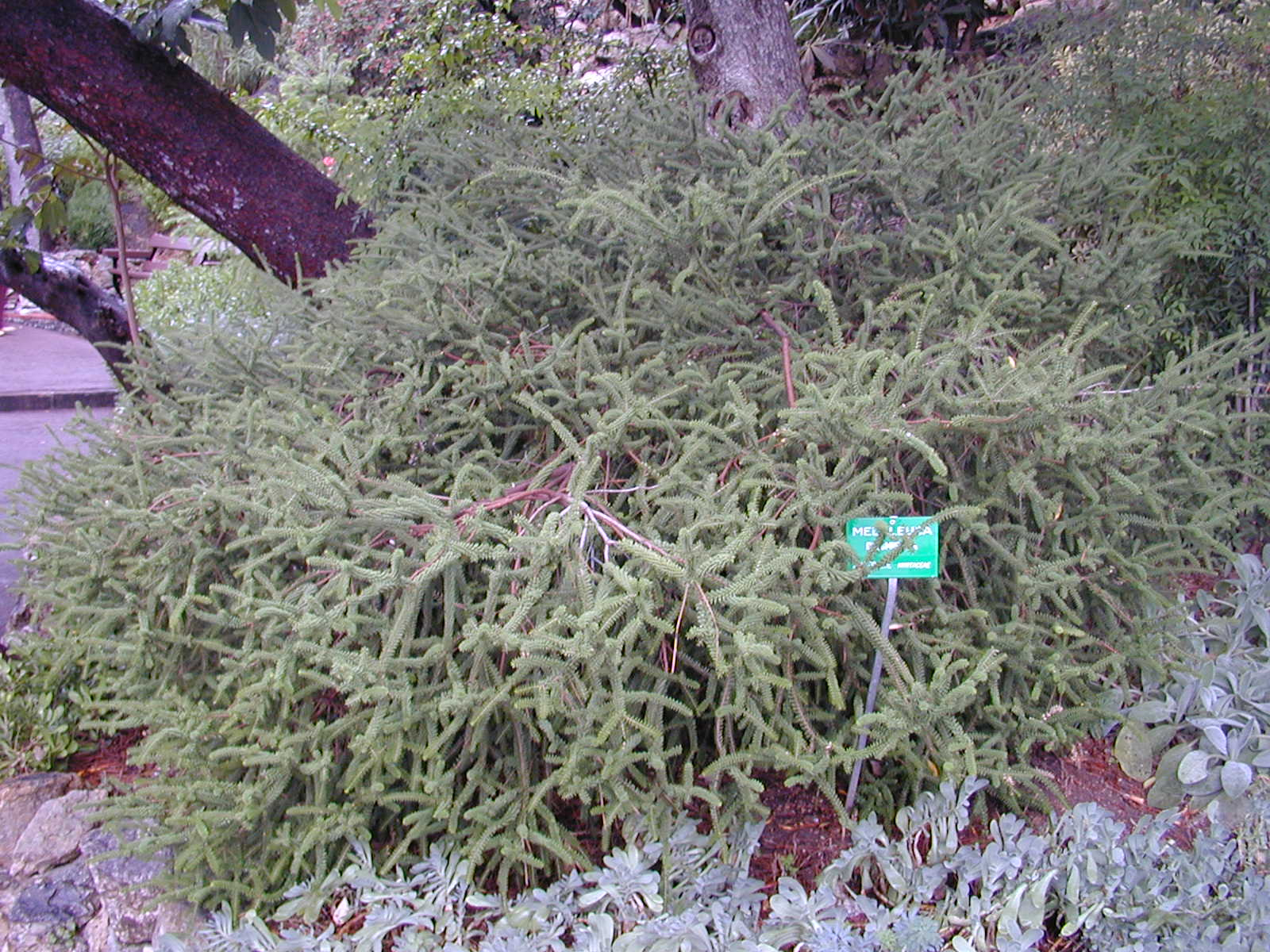
Melaleuca diosmifolia
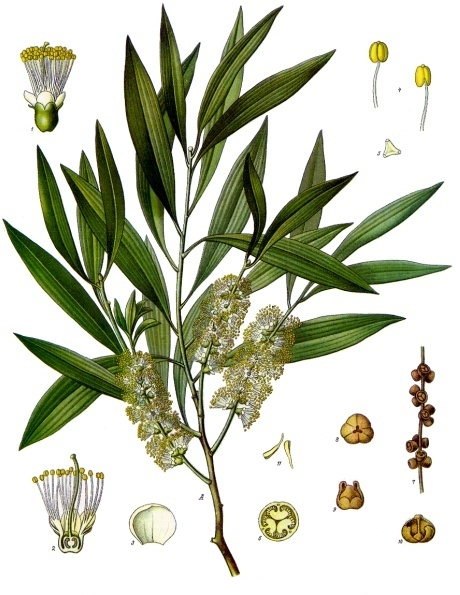
Melaleuca leucadendra
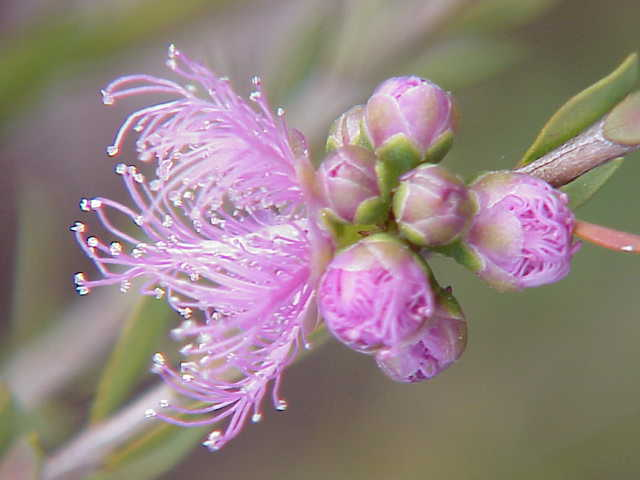
Melaleuca thymifolia

## Цікаве
Офіційне найстаріше чайне дерево знаходиться у Китаї, вік дерева 3200 років.